# Foulque à jarretières
Fulica armillata
Espèce
Statut de conservation UICN

 LC  : Préoccupation mineure
La Foulque à jarretières (Fulica armillata) est une espèce oiseaux de la famille des Rallidae.
Cet oiseau peuple le cône Sud et le sud-est du Brésil.